# MullenLowe Brindfors
Brindfors MullenLowe AB är en av Sveriges äldsta reklambyråer.

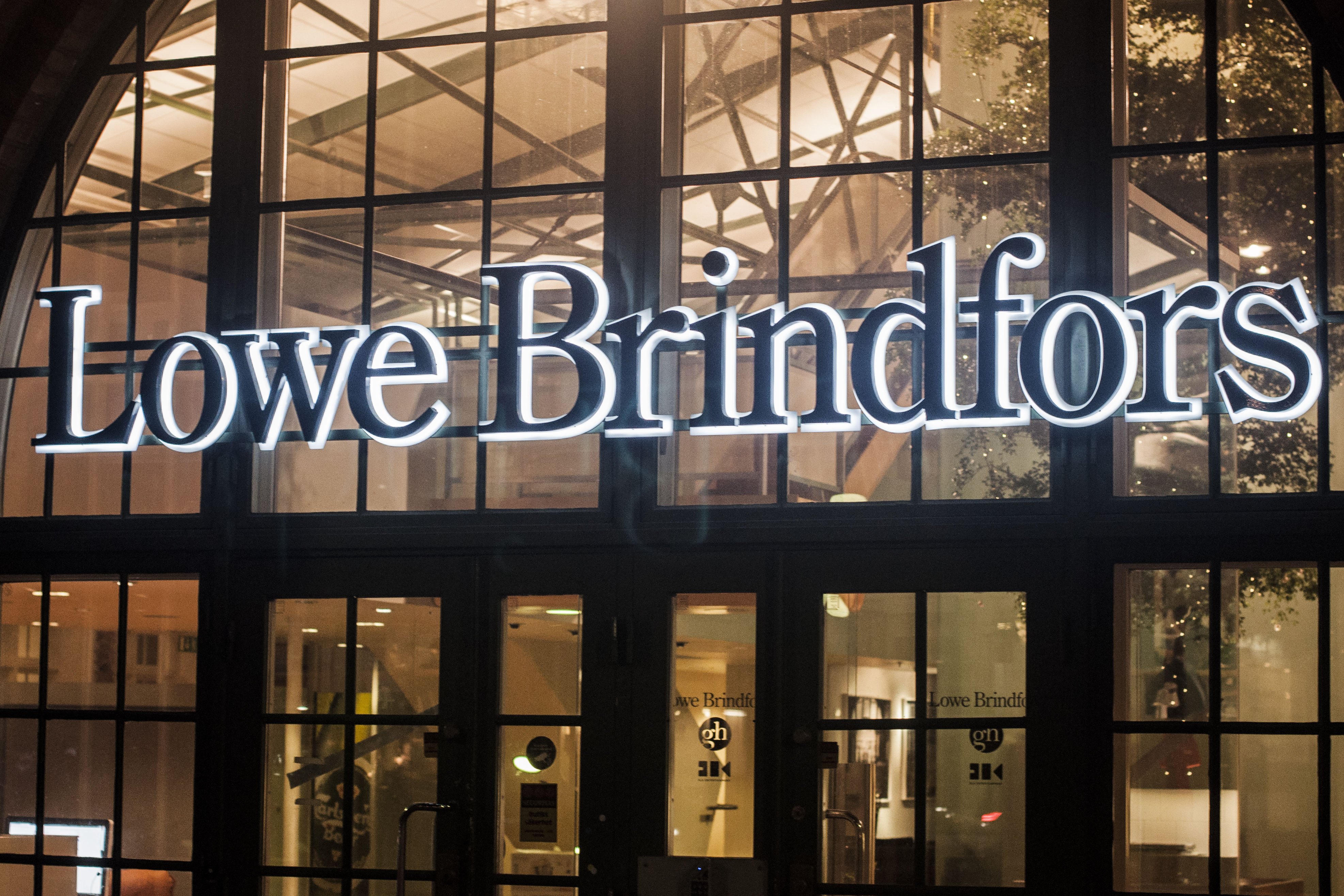
Tidigare lokalerna på Birger Jarlsgatan.

Brindfors var en av Sveriges ledande reklambyråer under 1980-, 1990- och 2000-talen.

## Historik

### Grundande och 1980-tal
Byrån hette ursprungligen Brindfors Annonsbyrå och grundades 1978 av Hans Brindfors och Lars Arvid Boisen. Även den svenska reklampionjären Leon Nordin var en av huvudägarna under byråns första decennium, men lämnade 1988 efter Fermentaskandalen. Byrån startade med fyra anställda och huserade då i en nedlagd mjölkaffär.
Grunden för byrån var att den då nytillträdde vd:n för Linjeflyg Jan Carlzon erbjöd Brindfors Linjeflygs reklamuppdrag om Nordin fanns med. Nordin arbetade då på Arbmans, men anslöt sig till Brindfors efter ett tag. Carlzon blev senare vd för SAS och Brindfors skulle bli lokal byrå för den stora omprofilering av flygbolaget som följde på det.
Efter Linjeflyg fick man även Vingresor som kund, följt av att man fick göra Ikeas inhemska reklam. Efter att Carlzon blivit vd för SAS tog man år 1981 även över det flygbolagets reklam.
Hösten 1984 etablerade byrån ett kontor i Düsseldorf. En kortlivad Norgesatsning gjordes genom delägande av byrån JBR 1987–1989. I februari 1990 tillkom ett kontor i Bryssel.
Under 1986 gick byrån om Ted Bates AB och blev Sveriges största reklambyrå, sett till "intäkter exklusive media". Under 1980-talet skapades dessutom guldäggsvinnande kampanjer för Ikea, Hennes & Mauritz och Spendrups.

### Del av Lowe-nätverket
Företaget såldes till byrånätverket Lowe and Partners i oktober 1992, varefter namnet ändrades till Lowe Brindfors. Vid köpet hade Brindfors 180 medarbetare och kontor i Stockholm, Oslo, Helsingfors, Düsseldorf och Bryssel. Det tyska kontoret integrerades i samband med köpet i byrån Lowe Lürzer..
Grundaren Hans Brindfors lämnade företaget under 1995 för att starta designbyrån Brindfors Design.
1999 slogs Lowe samman med Ammirati Puris Lintas som ägde en annan välrenommerad byrå i Sverige, som fick namnet Lowe Lintas efter sammanslagningen. De två byråerna slogs dock aldrig samman utan drevs vidare separat. Lowe Lintas bytte år 2002 namn till Lowe People, men lades ner 2006.
År 2006 samarbetade Lowe Brindfors med konkurrenten Storåkers McCann för att etablera en PR-byrå inom nätverket Weber Shandwick i Sverige. Brindfors och Storåkers kom dock inte överens, vilket ledde till att Brindfors etablerade en egen PR-byrå, som var en del av nätverket Golin Harris (senare omdöpt till Golin).
Under några år förlorade byrån flera långvariga och stora kunder, vilket innebar motgångar. Coop Sverige bytte byrå 2008. År 2009 gick mångåriga kunden Saab Automobile i konkurs. Vattenfall och Electrolux lämnade under 2011. Detta ledde till besparingar och omstruktureringar.
2016 slogs det globala Lowe-nätverket samman med amerikanska byrån Mullen och bildade MullenLowe Group. Lowe Brindfors blev då MullenLowe Brindfors.

### Slut som stor reklambyrå
Efter några förlusttyngda år sålde MullenLowe/IPG byrån år 2017 till två svenskar, Brindfors tillförordnade vd Johan Öhlin och tidigare vd för Starcom Jonas Dahlquist. Under det följande året halverades personalstyrkan från 25 till 12 för att minska förlusterna och etablera en ny strategi för byrån. Bolagstekniskt flyttades även verksamheten till ett nybildat bolag (Org.nr:  559089-5453), medan förlusterna fanns kvar i det gamla bolaget (omdöpt till Interpublic Legacy Company AB, org.nr: 556569-9476). PR-byrån Golin lämnade samarbetet med Brindfors efter att byrån köpts ut från MullenLowe.
Den nya ledningen hade inte som ambition att åter göra Brindfors till en fullskalig reklambyrå. Antalet anställda minskade ytterligare till att bara omfatta de två ägarna, som fortsatte driva företaget i mindre skala vid sidan av andra uppdrag.

## Kunder i urval
- Linjeflyg, 1978–1993.
- Vingresor[27], 1978–1998[28].
- Ikea[29][30], fram till 1994.[31]
- Scandinavian Airlines, 1981–2004[32]. Deltog bland annat i en större ompositionering  med ny design 1983.
- Spendrups, fram till 1990.[33]
- NK, 1984[34]–1985[35].
- Canon[36][37].
- Skandia[38]
- Hennes & Mauritz[39] fram till 1988[40].
- Margarinbolaget (Lätta och Milda) fram till 1988.[41][42] Lanseringskampanj för Lätta 1984.
- Aftonbladet, fram till 1989.[43]
- Önos. Större nylansering av varumärket 1989.[44][45]
- Audi (VAG Sverige AB),[46] fram till 1993.[47]
- KappAhl, från 1991.[48]
- Apple Computer AB, 1991[49]–1992[50].
- Saab Automobile, 1993[51]-2009[16].
- Fritidsresor, 1998[52]–2000[53].
- Carlsberg Sverige. Tog hand om Pripps Blå från 1990[33], från 2001 även Falcon[54], samarbetet avslutat 2004[55].
- Föreningssparbanken[56], fram till 2004.
- Manpower, 1990-talet fram till 2006.[57] Utvecklade konceptet "Nisse från Manpower" som först hördes i radio 1995 och senare blev reklamfilmer.
- Kooperativa förbundet/Coop Sverige, fram till 2008[58]
- Stjärn-TV/UPC Sverige.[59] Belönades med ett guldägg år 2001.[60]
- OLW, 2001-2003[61]
- Yoggi, fram till 2009.[62] Vann ett guldägg i kategorin dagspress för år 2001 och kampanjen "Nu mer bär!".[63]
- Electrolux, 2003[64]–2011
- NK, 2004[65]–2010[66].
- Vattenfall, 2004[67]–2011[68].
- SEB, 2004[69]–2006[70]. Ledde till två guldägg 2007.[71]
- Swedbank, 2009[72]–2015[73]. Utvecklade reklamkonceptet "Under eken".
- Telenor, 2010[74]–2016[75]
- Gevalia, 2010[76]–2016[77].
- Försäkringskassan, 2011[78]-.

## VD-längd
- Björn Larsson (1994-1999)
- Anders Liljeblad (1999[79]-2000)
- Lars "Laxen" Axelsson (2000[80]-2002)
- Joachim Berner (2002[81]-2003[82])
- Lars "Laxen" Axelsson (2003-2006)
- Björn Larsson (2006-2009)
- Bjarte Eide (2010[83]-2012[84])
- Annette Gårdö (2012-2016[85])
- Jesper Kling (2016[86]-2017)
- Johan Öhlin (2017-)

## Tidigare medarbetare i urval
- Frank Hollingworth, på Brindfors fram till 1994, grundare HollingworthMehrotra/King Reklambyrå
- Sunit Mehrotra, på Brindfors fram till 1994, grundare HollingworthMehrotra/King Reklambyrå
- Andreas Rosenlew, på Brindfors fram till 2003[87], grundare Grow
- Ulf Sandberg, grundare SandellSandberg och Grow
- Björn Ståhl, på Brindfors under 1990-talet, kreativ chef Ingo Stockholm[88]
- Robert Schelin, på Brindfors fram till 2004[89], grundare och vd Waters Widgren/TBWA Stockholm
- Kalle Widgren, på Brindfors fram till 2004[89], grundare och vd Waters Widgren/TBWA Stockholm
- Johan Nilsson, på Brindfors fram till 2004[89], grundare Waters Widgren/TBWA Stockholm, senare kreativ ledare McCann Stockholm.
- Tove Langseth, på Brindfors 2005–2008, senare vd på DDB Stockholm